# 虛擬之吻製作室
虛擬之吻製作室（英語：Virtual Kiss Production）是科樂美已解散的遊戲軟體開發單位，設置於科樂美電腦娛樂東京（コナミコンピュータエンタテインメント東京），主力產品為戀愛模擬遊戲《純愛手札系列》。

## 概要
隨著《純愛手札》PlayStation版的開發，科樂美電腦娛樂東京的「開發第4部」（開発第4部）事實上獨立；1996年2月，開發第4部定名為「虛擬之吻製作室」。1996年7月19日，《純愛手札》SEGA Saturn版上市，全名為《純愛手札 〜forever with you〜》（ときめきメモリアル 〜forever with you〜），是第一款使用虛擬之吻製作室標誌的軟體。此後使用虛擬之吻製作室標誌的軟體有：
- 1996年9月27日，《純愛手札 寶石箱》（ときめきメモリアルスクリーンセーバー集Vol.1 きらめき宝石箱）Windows 95版與Macintosh版同時上市。
- 1996年12月20日，《純愛手札 便當箱》（ときめきメモリアルスクリーンセーバー集Vol.2 うきうき弁当箱）Windows 95版與Macintosh版同時上市。
- 1997年3月7日，《純愛手札 畫具箱》（ときめきメモリアルスクリーンセーバー集Vol.3 らくがき絵具箱）Windows 95版與Macintosh版同時上市。
- 1997年3月27日，《純愛手札 Selection 藤崎詩織》（ときめきメモリアル Selection 藤崎詩織）PlayStation版與SEGA Saturn版同時上市，是專為藤崎詩織訂做的遊戲軟體。
- 1997年8月28日，《純愛手札 驚奇箱》（ときめきメモリアルスクリーンセーバー集Vol.4 どきどきびっくり箱）上市，僅發行Windows 95版。

《純愛手札》之外，虛擬之吻製作室也製作另一套戀愛模擬遊戲《想見你》（あいたくて… 〜your smiles in my heart〜），希望將其打造為能與《純愛手札》並列為兩大台柱的遊戲軟體。但是，由於科樂美電腦娛樂大阪（コナミコンピュータエンタテインメント大阪）的大頭製作室（英語：Diamond Head Production）與科樂美電腦娛樂日本（コナミコンピュータエンタテインメントジャパン）的小島組業績持續上升，虛擬之吻製作室的地位逐漸衰退。
1997年4月，虛擬之吻製作室宣布開始製作《純愛手札2》，將當時已離開科樂美電腦娛樂東京的《純愛手札》PC Engine版開發過程核心人物立石流牙請回。《純愛手札2》開發期間，立石流牙再次離開科樂美電腦娛樂東京。1998年7月16日發售的PlayStation遊戲軟體《純愛手札 放學後》（ときめきの放課後 ねっ☆クイズしよ），已不再標示虛擬之吻製作室標誌；其後發售的《純愛手札2》與《想見你》，亦不再標示虛擬之吻製作室標誌。

## 重要人物
三品善德
當時科樂美電腦娛樂東京開發第4部部長，兼任虛擬之吻製作室代表。虛擬之吻製作室解散後，歷任科樂美電腦娛樂橫濱（コナミコンピュータエンタテインメント横浜）董事等職。
立石流牙
退出科樂美電腦娛樂東京以後返回科樂美電腦娛樂東京，返回科樂美電腦娛樂東京以前曾參加製作NEC Home Electronics（NECホームエレクトロニクス）的遊戲軟體《純愛遊俠》（ブルーブレイカー）。再次退出科樂美電腦娛樂東京以後，轉型為自由遊戲設計師。
齋藤幹雄
《純愛手札》音樂負責人，筆名「Metal Yuhki」（メタルユーキ），曾先後任職於科樂美電腦娛樂東京與科樂美總部，曾任科樂美數位娛樂《純愛手札Online》（ときめきメモリアルONLINE）製作人。
小倉雅史
《純愛手札》人物設計負責人。參加《純愛手札3》以後退出科樂美電腦娛樂東京，轉型為自由插圖畫家、漫畫家。
五十嵐孝司
《純愛手札》編劇負責人，筆名「IGA」，曾先後任職於科樂美電腦娛樂東京與科樂美總部，曾任科樂美數位娛樂《惡魔城系列》製作人。